# Zygaena loti
Zygaena loti là một loài bướm đêm thuộc họ Zygaenidae. Đây là loài bướm đêm hoạt động ban ngày với đặc điểm là thân đen, chân sáng màu và có đốm đỏ trên cánh. Sâu bướm có màu vàng lục và thường lột xác sau thời kỳ ngủ đông vào cuối tháng 2 đến đầu tháng 3.

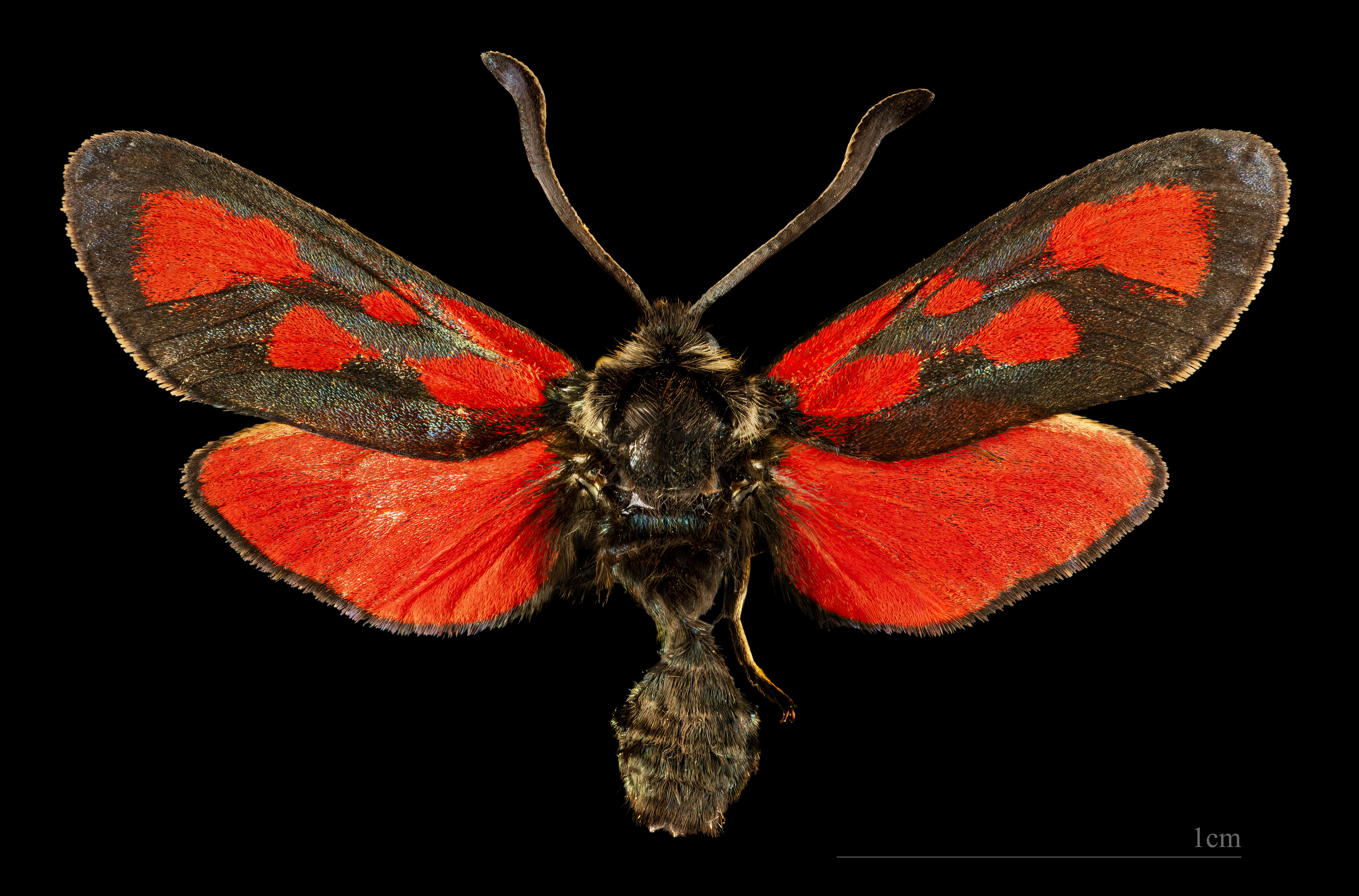
♀
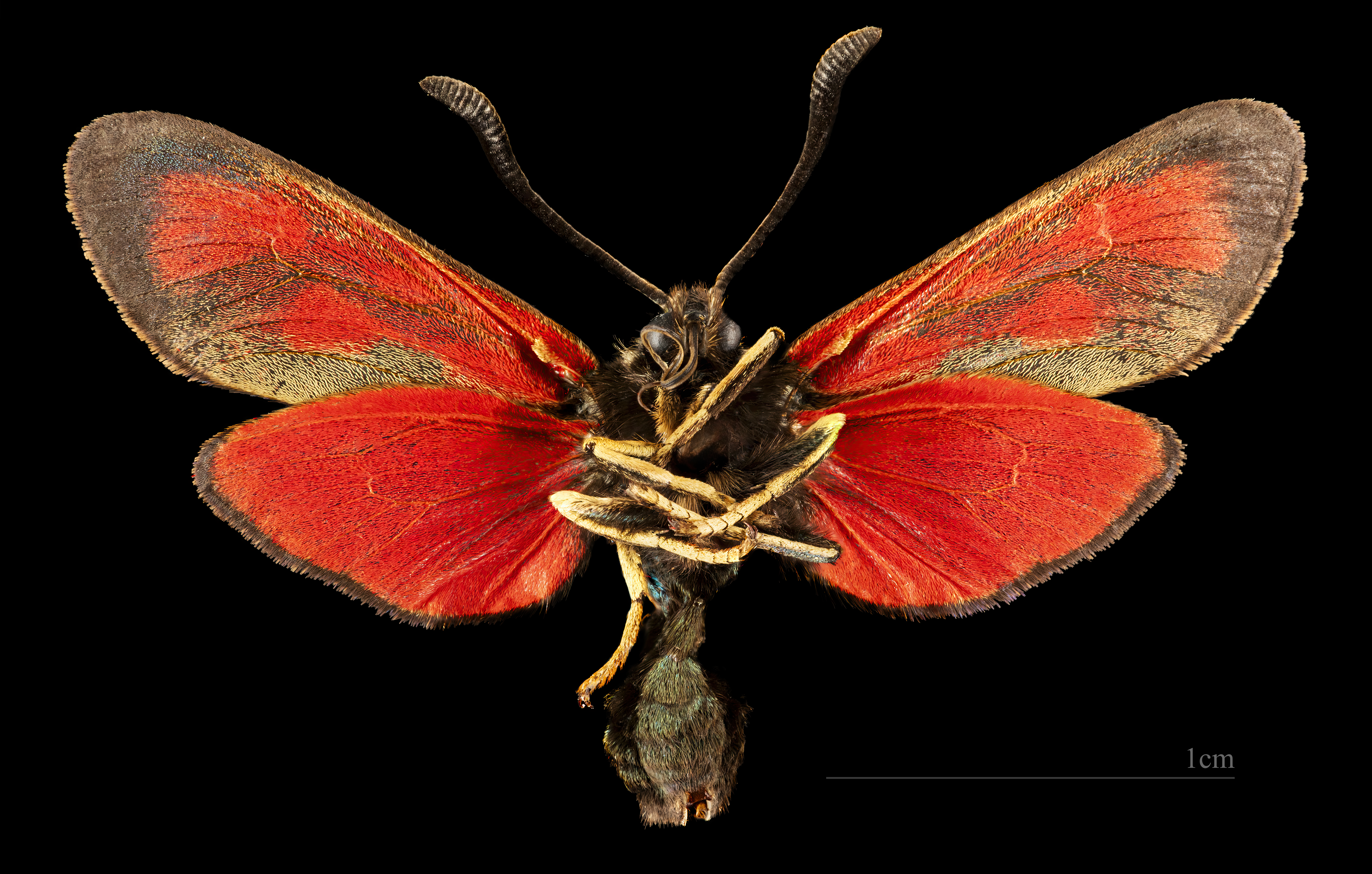
♀ △

## Hình ảnh

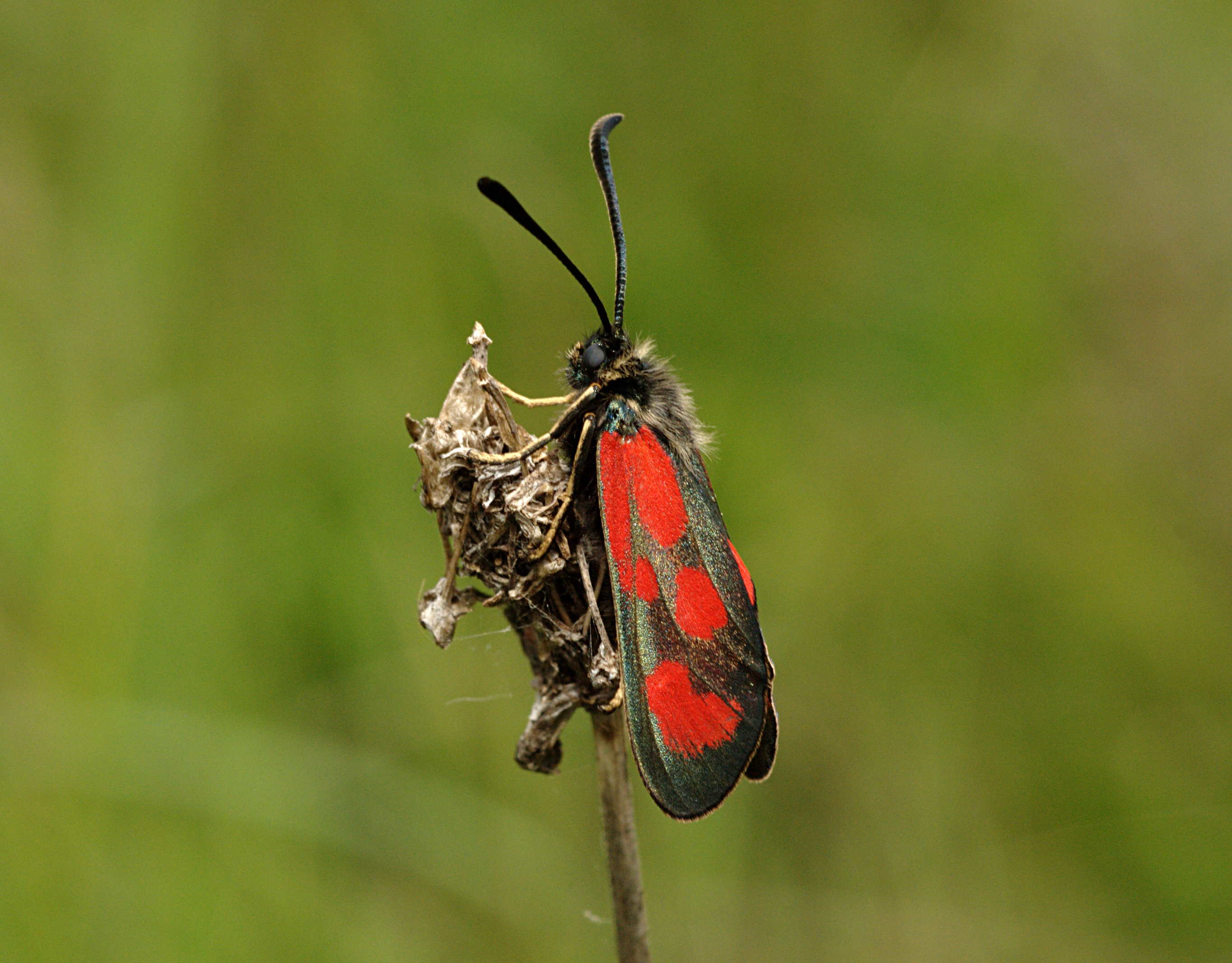
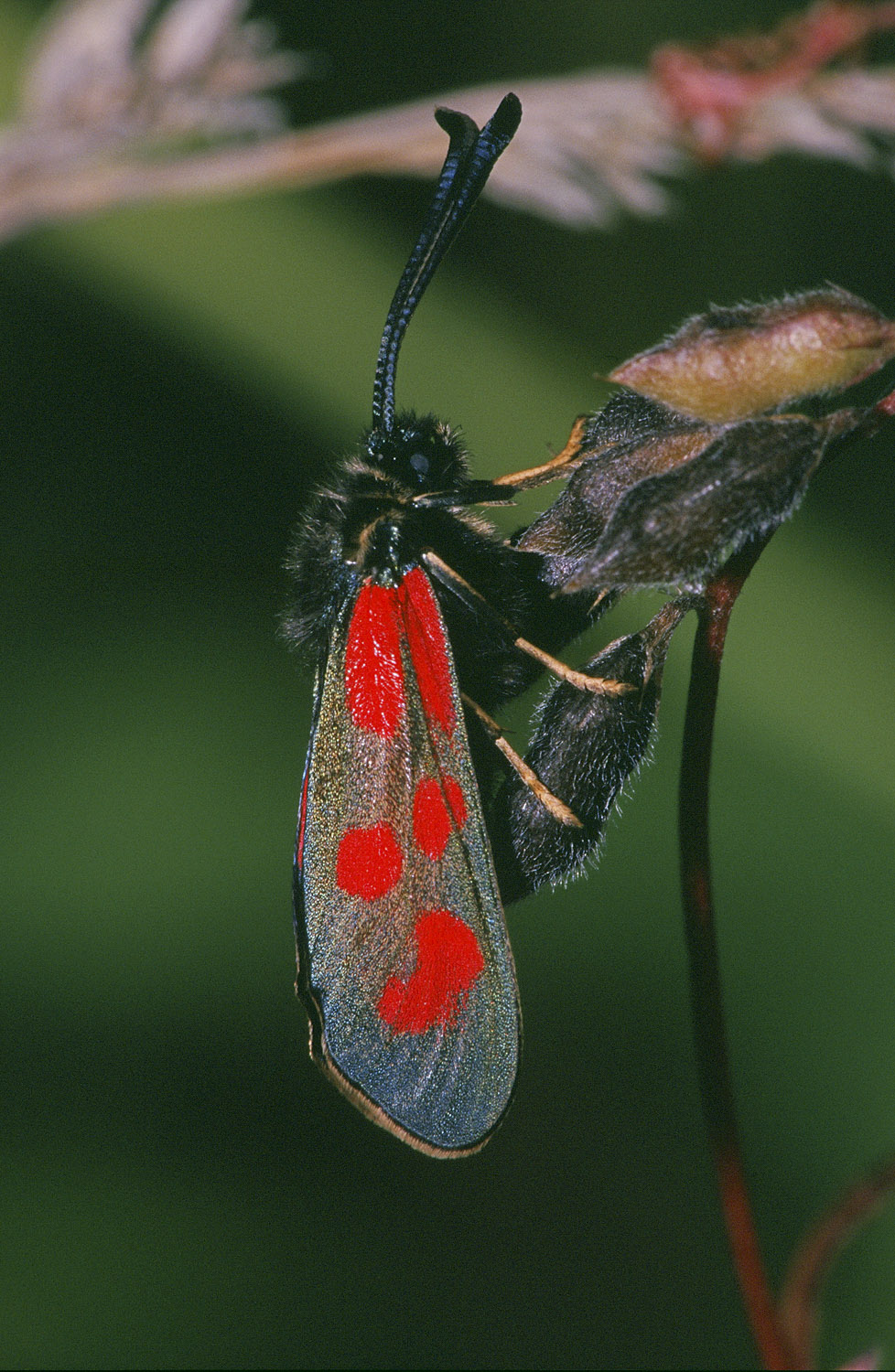
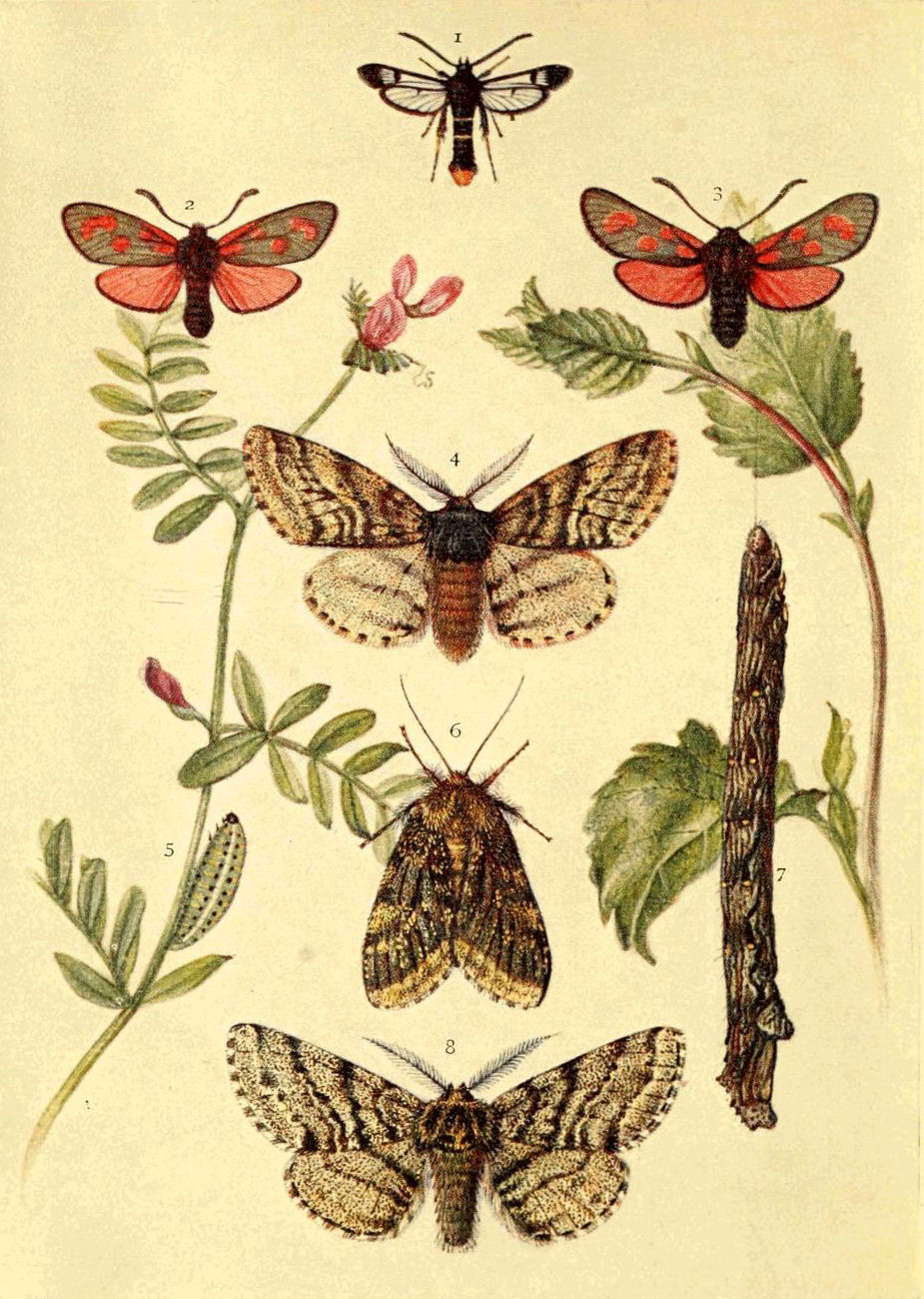
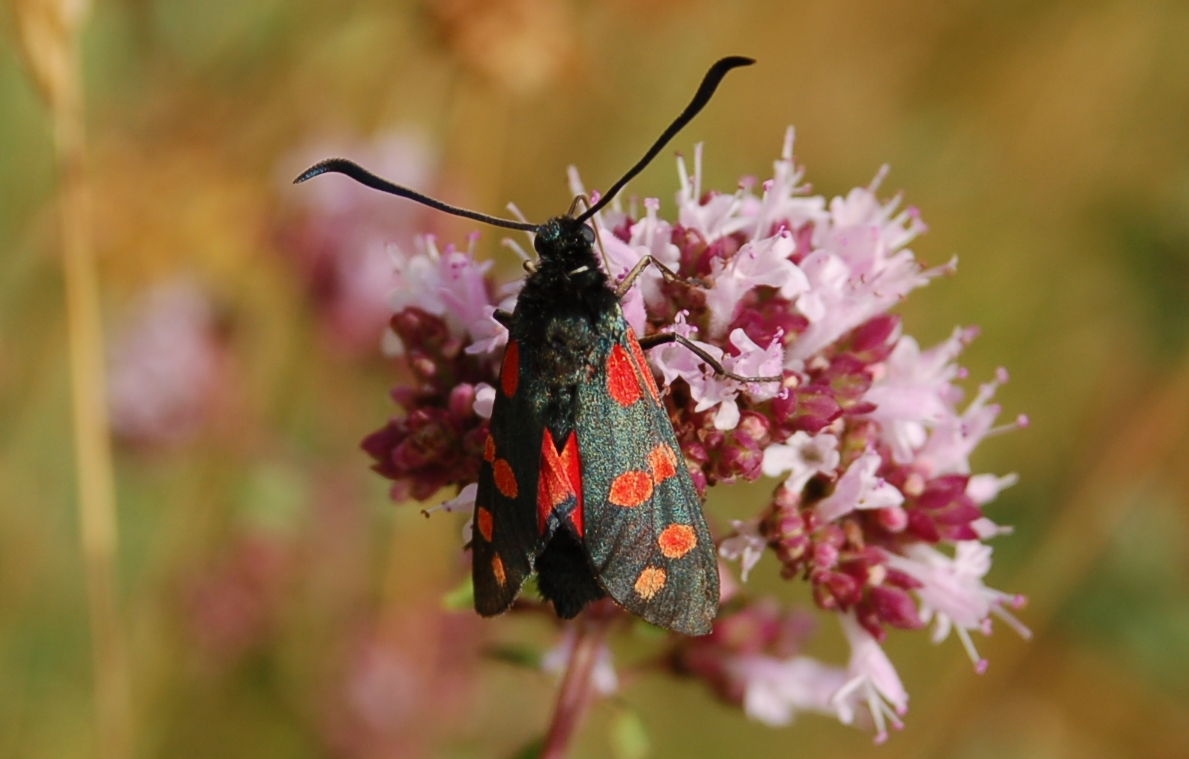